# Campionato svizzero femminile di calcio 2008-2009
L'edizione 2008/2009 del campionato svizzero femminile di calcio vide la vittoria finale del F.C. Zürich Frauen.

## Lega Nazionale A

### Partecipanti
Concordia Basilea ·  GC/Schwerzenbach ·  Kriens ·  LUwin.ch ·  Rot-Schwarz Thun ·  Schlieren ·  Young Boys ·  Yverdon ·  Zuchwil 05 ·  Zurigo

### Verdetti
| Lega Nazionale A 2008-2009 |
| -------------------------- |
| Schlieren LUwin.ch         |

## Lega Nazionale B

### Partecipanti
Baden ·  Chênois ·  Kirchberg ·  Malters ·  Rapid Lugano ·  Rapperswil-Jona ·  San Gallo ·  Staad ·  Femina Kickers Worb

### Verdetti
| Lega Nazionale B 2008-2009                        |
| ------------------------------------------------- |
| Rapperswil-Jona Staad Femina Kickers Worb Malters |

## Prima Lega

### Gruppo 1
F.C. Vétroz femminile · F.C. Yverdon Féminin · F.C. Gurmels femminile · F.C. Etoile-Sporting femminile I · F.C. Niederbipp femminile · F.C. Kirchberg femminile · F.C. Zollikofen femminile · F.C. Vuisternens/Mézières femminile · F.C. Alterswil femminile · F.C. Kerzers femminile

### Gruppo 2
S.C. Schwyz femminile · F.C. Blue Stars Zürich femminile · S.V. Sissach femminile · F.C. Therwil femminile · F.C. Muri femminile · U.S. Gambarogno femminile · F.C. Rot-Schwarz femminile · S.C. Young Fellows Juventus femminile · F.C. Ostermundigen femminile · F.C. Wolhusen femminile

### Gruppo 3
F.C. Münsterlingen femminile · F.C. Widnau femminile · F.C. Gossau femminile · F.C. Staad femminile 2 · F.C. Neunkirch femminile · F.C. Bülach femminile · F.C. Richterswil femminile 1 · F.C. Zürich Frauen 2 · F.C. Wängi Grp · F.C. Lachen/Altendorf femminile

### Verdetti
| Prima Lega 2008-2009 |
| --- |
| Vétroz Schwyz Münsterlingen F.C. Alterswil femminile F.C. Kerzers femminile F.C. Wolhusen femminile F.C. Wängi Grp F.C. Lachen/Altendorf femminile 1 |

## Seconda Lega

### Verdetti
| Seconda Lega 2008-2009 |
| --- |
| F.C. Walperswil femminile F.C. Willisau femminile F.C. Eschenbach femminile F.C. Aarau femminile F.C. Kloten femminile F.C. Bramois femminile |